# TV Slovenija 3
TV Slovenija 3 (TV SLO 3) – trzeci kanał słoweńskiej telewizji publicznej (Radiotelevizija Slovenija). Został uruchomiony w 2008 roku.